# Knights of Pythias
Knights of Pythias (en català: Els Cavallers de Fínties) són una societat fraternal, que va ser fundada a Washington DC, el 19 de febrer de 1864. Knights of Pythias va ser la primera organització fraternal que va rebre una autorització del Congrés dels Estats Units, a través d'una acta constitucional. Va ser fundada per Justus H. Rathborne, qui va ser inspirat per una obra del poeta irlandès John Banim a on es parlava sobre la llegenda de Damon i Fínties. En aquesta llegenda es mostren els ideals de l'honor i l'amistat.

## Lògies
L'ordre té més de 2.000 lògies en els Estats Units i en el món, els seus membres eren al voltant de 50.000 en l'any 2003. Algunes lògies tenen una estructura inspirada en el castell de Pythian. Les germanors auxiliars de l'ordre són les Pythian Sisters, els Cavallers de Khorasan i els Nòmades de Avrudaka. Les seves joventuts femenines són: les Pythian Sunshine Girls, i les seves joventuts masculines són: els Knights of Pythias per a nens.

## Nous membres

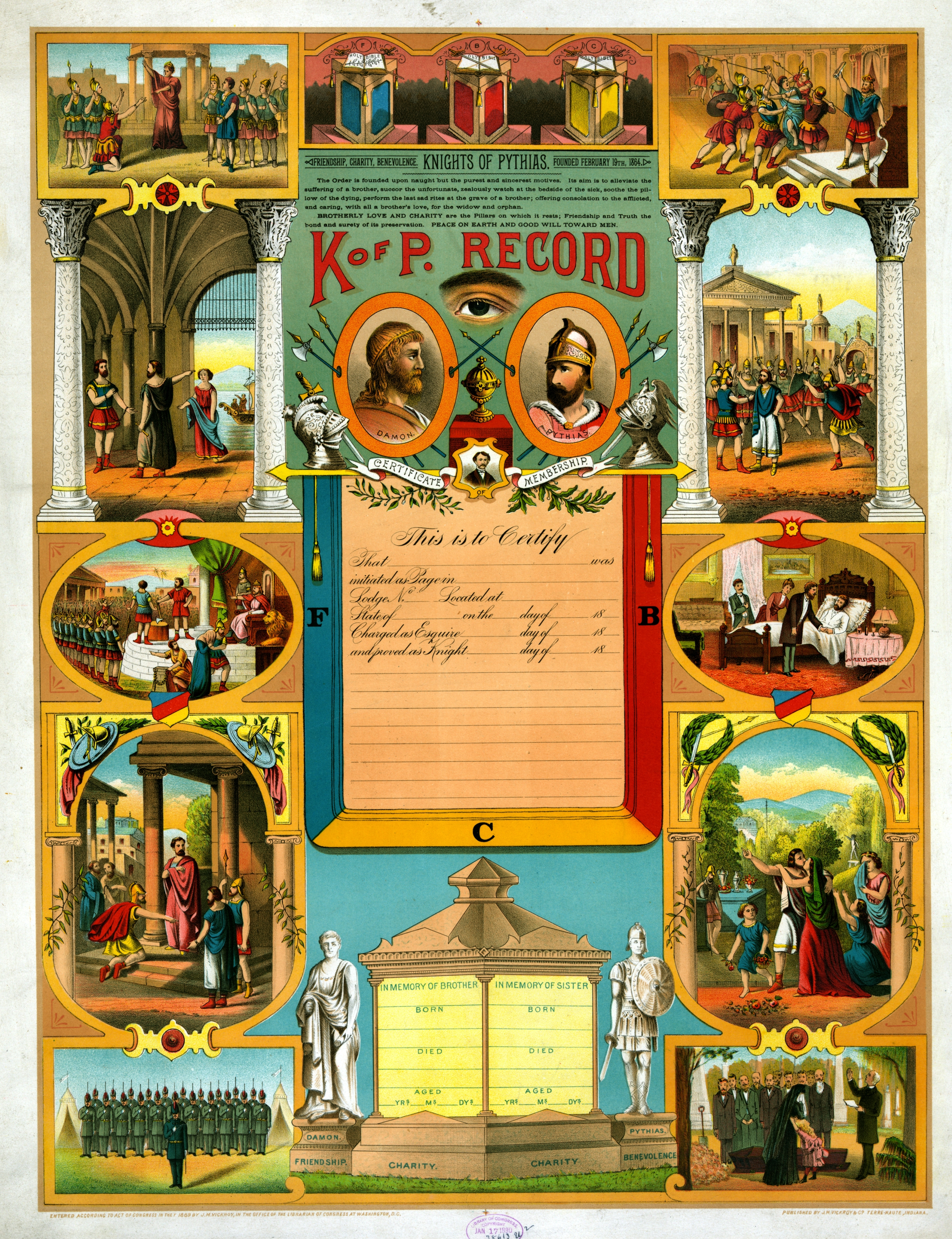
Certificat dels Cavallers de Fínties, 1890.

Per a ser membre de l'orde s'ha de ser major de 18 anys. No es pot ser un jugador professional, ni estar implicat en assumptes de drogues o d'alcohol, i no es pot ser ateu, cal creure en un Ésser Suprem, i cal comprometre's en el manteniment i la manutenció de l'ordre, així com en la defensa de les autoritats constituïdes del govern del país en el qual un resideix. També cal declarar la no militància feixista o comunista, cal demostrar que el candidat no defensa, ni és membre, de cap organització que defensa el derrocament del govern del país del candidat, ja sigui per la força o mitjançant la violència. No pot negar a les altres persones els seus drets, i cal complir amb les lleis del país. Els graus en el Regne de Fities, en les lògies, i en els castells són: Patge, Escuder i Cavaller.